# Cheironchus papillosus
Cheironchus papillosus är en rundmaskart som först beskrevs av Allgen 1959.  Cheironchus papillosus ingår i släktet Cheironchus och familjen Selachinematidae. Inga underarter finns listade i Catalogue of Life.